# Копліно
Копліно (пол. Koplino) — село в Польщі, у гміні Ґольчево Каменського повіту Західнопоморського воєводства.
Населення — 108 осіб (2011).
У 1975-1998 роках село належало до Щецинського воєводства.

## Демографія
Демографічна структура станом на 31 березня 2011 року:
|          | Загалом | Допрацездатний вік | Працездатний вік | Постпрацездатний вік |
| -------- | ------- | ------------------ | ---------------- | -------------------- |
| Чоловіки | 58      | 14                 | 43               | 1                    |
| Жінки    | 50      | 5                  | 37               | 8                    |
| Разом    | 108     | 19                 | 80               | 9                    |